# نادي لايبزيغ لكرة اليد
نادي لايبزيغ لكرة اليد هو نادي كرة يد في ألمانيا تأسس في سنة 1954 يقع مقره في لايبزيغ. يلعب في الدوري الألماني لكرة اليد. تبلغ سعة ملعبه 12000 متفرجا.